# 奧塔維奧·蒙泰羅
奥塔维奥·埃德米尔森·达席尔瓦·蒙泰罗（葡萄牙語：Otávio Edmilson da Silva Monteiro；1995年2月9日—），简称奧塔維奧（葡萄牙語：Otávio），葡萄牙職業足球員，司職進攻中場，現效力沙烏地職業足球聯賽球會艾納斯、葡萄牙國家足球隊。

## 俱乐部生涯

### 国际体育
奥塔维奥出生于巴拉伊巴州的若昂佩索阿，在15岁加入波多阿雷格里俱乐部的青训营后，完成了在国际体育的发展。仅仅两年后，他在2012年7月15日的主场比赛中替补上场，成为巴甲联赛的首秀，比赛结束时双方0-0战平桑托斯。
奥塔维奥的首个联赛进球是在2013年6月8日，当时他首发出场，并帮助球队在客场2-2战平克鲁塞罗。 在那个赛季，他又进了五个进球，球队最终排名第13位。
奥塔维奥感谢主教练冈加帮助他克服体重问题。在他效力贝伊拉河体育场期间，他在62场比赛中打进七球

### 波尔图
尽管最初认为转会费为500万欧元，但在2014年9月1日，奥塔维奥以自由球员的身份加入了波尔图足球俱乐部，因为国际体育俱乐部放弃了他的注册权，并签署了一份为期五年的合同，其中包括5亿欧元的解约条款。 起初，他被分配到预备队，该队参加塞古达利加联赛。
在2015年1月的最后一天转会窗口中，奥塔维奥、伊沃·罗德里格斯和莱奥西西奥·萨米被租借到吉马良斯维多利亚参加葡超联赛。 他在2015年2月8日的比赛中首次亮相，代表吉马良斯维多利亚在主场0-1负于贝伦尼斯， 并在那个赛季的最后一轮比赛中打进自己的首个进球，帮助客队4-2战胜科英布拉学院。
这份协议被延长至整个2015–16赛季， 借贷期间的表现为他赢得了与波尔图的合同延长。 他在2016年8月12日首次为波尔图出场，首发出战在客场3-1战胜里奥阿维的比赛。
在他的第二个赛季结束时，奥塔维奥赢得了葡萄牙超级联赛冠军，在15场比赛中贡献了两个进球。 他在锦标赛期间因伤问题被迫休养了几周。
在2019–20赛季，奥塔维奥在48场比赛中出场，并打进两个进球，帮助球队实现双冠王的壮举。 因此，他被选入了联赛最佳阵容中。

### 艾納斯
2023年8月22日，沙烏地職業足球聯賽球會艾納斯宣布與奧塔維奧簽訂一份為期三年的合同，在激活球員的6000萬歐元解約金條款後，他成為沙特俱樂部歷史上和波爾圖歷史上身價最高的球員。有史以來最高的銷售額。

## 國家隊生涯
2021年9月4日，在葡萄牙3-1擊敗卡塔爾的比賽中。奧塔維奧完成葡萄牙國家隊首秀，並在上半場第24分鐘打進個人在成年國家隊的第一粒進球。
2022年國際足協世界盃，奧塔維奧獲召入葡萄牙國家隊。

## 榮譽

### 球會
國際
- 南大河州足球联赛冠軍：2013、2014

 波爾圖
- 葡萄牙足球超级联赛冠軍：2017–18、2019–20、2021–22
- 葡萄牙盃冠軍：2019–20、2021–22、2022–23
- 葡萄牙聯賽盃冠軍：2022–23
- 葡萄牙超級盃冠軍：2018 、2020

### 個人
- 葡萄牙足球超级联赛賽季最佳球員：2022–23[23]

## 外部連結
- Soccerway資料庫：Otávio
- Otávio在FootballDatabase.eu中的档案